# Qahtan Mohammed al-Chaabi
Qahtan Mohammed al-Chaabi (en arabe : قحطان محمد الشعبي) né en 1920, 1923 ou 1924 à Tor al-Baha (ar) (Lahij) et mort le 7 juillet 1981, à Aden (Yémen du Sud), est un homme d'État sud-yéménite, premier président du Yémen du Sud de 1967 à 1969.

## Contexte et biographie
L'organisation politique du Front de libération nationale (en) (FLN) d'al-Chaabi a arraché le contrôle du pays aux Britanniques et a obtenu la suprématie politique sur le Front de l'opposition pour la libération du Yémen du Sud occupé (en) (FLYSO) en 1967. Le 30 novembre 1967, le protectorat d'Arabie du Sud a été déclaré indépendant en tant que république populaire du Yémen du Sud, avec al-Chaabi comme président (raïs). Al-Chaabi a occupé la présidence jusqu'au 22 juin 1969, date à laquelle l'aile gauche du FLN a pris le pouvoir,. Il a été remplacé par Salim Roubai Ali et emprisonné, puis placé en résidence surveillée jusque dans les années 1970, et a vécu à Aden de sa libération à sa mort en 1981.
Il était à l'origine un ingénieur agronome de Lahij qui s'est enfui au Caire en 1958. En 1962, il est annoncé à la tête d'une Armée de libération nationale, formée en Égypte, et en 1963 ou 1965, il est choisi comme chef fondateur du NLF. À l'indépendance en 1967, il était le chef du NLF le plus connu et le seul à avoir plus de 40 ans. En tant que membre de la faction de droite nationaliste nassériste du NLF, il a combattu l'aile gauche marxiste pendant un an et demi jusqu'à son éviction lors du mouvement correctif du 22 juin, également connu sous le nom de mouvement correctif glorieux, en 1969. Le gouvernement a déclaré en 1990 que la déposition était réalisée « en l'absence d'une véritable démocratie ».
Son fils, Najib Qahtan al-Chaabi, s'est présenté sans succès contre le président Ali Abdallah Saleh lors de l'élection présidentielle yéménite de 1999 (en).